# FC Sion
Az FC Sion svájci labdarúgócsapatot 1909-ben alapították Sion városában.
Kétszer nyerték meg a Svájci Szuperligát (1992-ben és 1997-ben), és 13 alkalommal a Svájci Kupát (valamennyi alkalommal, amikor a döntőbe kerültek).
A hazai pályájuk a Stade Tourbillon, melynek 14 500 fő a befogadóképessége.

## Sikerek
Swiss Super League
- Bajnok (2): 1991–92, 1996–97

Swiss Challenge League
- Bajnok (1): 2023–24

Svájci Kupa
- Győztes (13): 1964–65, 1973–74, 1979–80, 1981–82, 1985–86, 1990–91, 1994–95, 1995–96, 1996–97, 2005–06, 2008–09, 2010–11, 2014–15

## Játékoskeret
2025. február 11. szerint.
| #  |     | Poszt | Név                 |
| -- | --- | ----- | ------------------- |
| 1  | AUT | K     | Heinz Lindner       |
| 3  | SUI | V     | Reto Ziegler        |
| 4  | SEN | V     | Gora Diouf          |
| 5  | FRA | V     | Noé Sow             |
| 6  | BRA | V     | Marquinhos Cipriano |
| 7  | MLT | CS    | Ilyas Chouaref      |
| 8  | BRA | KP    | Batata              |
| 9  | SUI | CS    | Dejan Sorgić        |
| 10 | RUS | KP    | Anton Mirancsuk     |
| 11 | FRA | KP    | Théo Bouchlarhem    |
| 14 | SUI | V     | Numa Lavanchy       |
| 16 | COD | K     | Timothy Fayulu      |
| 17 | SUI | V     | Jan Kronig          |
| 18 | HAI | KP    | Belmar Joseph       |
| 19 | SUI | CS    | Dejan Đokić         |

| #  |     | Poszt | Név                                                    |
| -- | --- | ----- | ------------------------------------------------------ |
| 20 | SUI | V     | Nias Hefti                                             |
| 21 | SUI | KP    | Liam Chipperfield                                      |
| 22 | SUI | CS    | Pajtim Kasami                                          |
| 27 | ITA | V     | Gabriele Mulazzi                                       |
| 28 | KOS | V     | Kreshnik Hajrizi (kölcsönben a Widzew Łódz csapatától) |
| 29 | SUI | CS    | Théo Berdayes                                          |
| 32 | SUI | KP    | Pierrick Moulin                                        |
| 33 | SUI | KP    | Kevin Bua                                              |
| 55 | SUI | V     | Noah Grognuz                                           |
| 70 | KOS | KP    | Benjamin Kololli                                       |
| 73 | SUI | V     | Yohan Aymon                                            |
| 81 | SUI | K     | Noah Godwin                                            |
| 88 | SUI | KP    | Ali Kabacalman                                         |
| 93 | ITA | V     | Federico Barba                                         |
| 99 | MAR | CS    | Muszín Buríga                                          |

## Híres játékosok
- Gabriel Calderón (1991–1992)
- Juan Barbas (1991–1992)
- Túlio Maravilha (1992–1993)
- Raphaël Wicky (1993–1997, 2007–2008)
- Vincze Ottó (1992–1993, 1996)
- Darko Pancsev (1996–1997)
- Mark Bright (1997)
- Dennis Lota (1997–1998)
- Antoine Kombouaré (1995–1996)
- Carlos Manuel (1987–1988)
- Aurelio Vidmar (1995–1996)
- Marc Hottiger (1992–1994, 1999–2002)
- Neil Murray (1996–1997)
- Carlitos (2006–2007)
- Álvaro Saborío (2006–)
- Vanczák Vilmos (2007–2016)
- Gennaro Gattuso (2012–2013)

## Külső hivatkozások
- Hivatalos honlap